# Jared
Jared es un personaje de la biblia. Aparece en el Génesis, donde se dice que vivió 962 años; por lo tanto, según la Biblia, fue el segundo hombre más longevo, después de su nieto Matusalén (de quien se dice que vivió 969 años).